# HD 214810
HD 214810 är en dubbelstjärna belägen i den norra delen av stjärnbilden Vattumannen. Den har en kombinerad skenbar magnitud av ca 6,32 och är mycket svagt synlig för blotta ögat där ljusföroreningar ej förekommer. Baserat på parallaxmätning inom Hipparcosuppdraget på ca 28,9 mas, beräknas den befinna sig på ett avstånd på ca 113 ljusår (ca 35 parsek) från solen. Den rör sig bort från solen med en heliocentrisk radialhastighet på ca 13 km/s.

## Egenskaper
Primärstjärnan HD 214810 A är en gul till vit stjärna i huvudserien av spektralklass G9 V Fe-0.7. Den har en massa som är ca 1,3 solmassor, en radie som är ca 1,5 solradier och har ca 3 gånger solens utstrålning av energi från dess fotosfär vid en effektiv temperatur av ca 6 200 K.
HD 214810 är en dubbelstjärna där paret kretsar kring varandra med en omloppsperiod av 54,2 år, i en bana med en excentricitet på 0,005 ±0,003.